# Dostaveníčko ve mlýnici
Dostaveníčko ve mlýnici (známo také jako Švábovo zmařené dostaveníčko) je první český hraný film. Průkopník české kinematografie Jan Kříženecký ho natočil společně s dalšími dvěma filmy (Výstavní párkař a lepič plakátů a Smích a pláč) původně pro návštěvníky Výstavy architektury a inženýrství v Praze roku 1898. Ve všech třech filmech byl hereckým protagonistou známý pražský písničkář, kabaretní komik, autor a vydavatel kupletů a drobných scénických útvarů a obchodník Josef Šváb-Malostranský.

## Synopse
Postarší pražský záletník si dá před mlýnicí schůzku s mlynářkou. Upozorněn svým práškem objeví se náhle před mlýnem mlynář s pometlem v ruce. Za přispění mlynářské chasy pak záletník dostává pořádný výprask.

## Obsazení
| Josef Šváb-Malostranský | starý záletník |
| Ferdinand Gýra          | muž s pometlem |

## Historie
V roce 1898 uspořádal Spolek inženýrů a architektů ve spolupráci s pražským magistrátem Výstavu architektury a inženýrství. Jednou z atrakcí této výstavy se stal i pavilon Českého kinematografu, který patřil dvěma pomocným technikům stavebního úřadu při pražském magistrátu, Janu Kříženeckému a Josefu Františku Pokornému. Pavilon zahájil svou činnost 19. června, kdy se konalo první kinematografické představení. Jelikož již kinematograf nebyl bezprostřední novinkou, musel jej Kříženecký posunout dál, nespokojil se tak s pouhým promítáním „oživených fotografií“, ale přišel s myšlenkou natočení vlastních snímků. V den zahájení bylo na programu celkem deset „oživených fotografií“. Repertoár Českého kinematografu tvořily filmy, které byly dodány Lumièrovou továrnou a dále také filmy, které natočil sám Jan Kříženecký. První Kříženeckého filmy, které se objevily na zahajovacím programu, byly natočeny ještě před zahájením výstavy. Jednalo se o filmy Svatojanská pouť v českoslovanské vesnici, Polední výstřel z děla na baště sv. Tomáše a Purkyňovo náměstí na Královských Vinohradech. Postupně na programu přibývaly další a další české kinematografické obrazy. Mezi nimi se objevily i první české filmy s inscenovaným obsahem.
Historie prvních českých hraných filmů začíná dne 30. dubna, kdy Josef Šváb-Malostranský zaslal dopis Janu Kříženeckému a Josefu Pokornému, ve kterém reagoval na zprávu o Českém kinematografu, která byla uveřejněna v Národní politice. V dopise, který je uložen v depozitáři Národního technického muzea, se Šváb-Malostranský nabídl k „aranžování některých humorných scén“, bez kterých by se podle jeho mínění Český kinematograf nemohl obejít. Kříženecký s Pokorným nabídku přijali a vznikly tak tři první české inscenované „oživlé fotografie“: Dostaveníčko ve mlýnici, Výstavní párkař a lepič plakátů a Smích a pláč. Nutno podotknout, že filmy v době prvopočátku kinematografie většinou žádné názvy neměly, nebyly svými tvůrci vnímány jako něco, co by se mělo nějak jmenovat. Názvy, pod nimiž se objevovaly v katalozích výrobců, v programech projekcí nebo novinových článcích měly charakter označení, který sloužil k jejich identifikaci a nastínění jejich obsahu. Stejně tak tomu je i u názvů prvních českých filmů. O filmu Dostaveníčko ve mlýnici se tak hovoří i pod názvy jako Scéna ve mlýnici, Švábovo překažené dostaveníčko, Švábovo zmařené dostaveníčko, Překažené dostaveníčko, Dostaveníčko u mlýnice, Zastaveníčko u mlýnice aj.
Podle vzpomínek Josefa Švába-Malostranského bylo Dostaveníčko ve mlýnici natočeno jako první. Natáčení probíhalo přímo v areálu výstaviště před staročeskou mlýnicí, která zde stála od Národopisné výstavy roku 1895. Na rozdíl od tehdejší filmové tvorby byla tak dekorace zastoupena reálným prostředím a diváci mohli na plátně poznat místa, kudy před chvíli procházeli. S výjimkou role záletníka, kterou hrál Josef Šváb-Malostranský, byly zbývající role obsazeny neherci. K roli mlynářky se propůjčila číšnice z blízké vinárny, třebaže starší prameny uvádějí mylnou informaci, že ji hrála Marie Gýrová-Kříženecká. Mlynáře si zahrál Ferdinand Gýra, pozdější švagr Kříženeckého, který je v některých pramenech uváděn jako František Gýra, což je zřejmě omyl.
Všechny první Kříženeckého filmy byly natáčeny na kameru a materiál zaslaný přímo od firmy bratrů Lumièrových z Lyonu. Délka materiálu jednoho filmového pásu byla omezena na 17 metrů. Z tohoto filmu se dochovalo 14,7 metrů filmu. Do programu Českého kinematografu byl film zařazen 3. července.

## Štáb
| Námět  | Josef Šváb-Malostranský                 |
| Scénář | Josef Šváb-Malostranský                 |
| Režie  | Jan Kříženecký                          |
| Kamera | Jan Kříženecký                          |
| Výroba | Jan Kříženecký, Josef František Pokorný |

Údaje v této části (a rovněž v infoboxu) jsou zpracovány tak, jak je uvádí české filmografické příručky. Avšak podle vzpomínek Vincence Pokorného, který byl očitým svědkem natáčení a jehož vzpomínky na toto natáčení bylo na počátku padesátých let dvacátého století filmovými historiky zaznamenáno, humorné scénky aranžoval sám Josef Šváb-Malostranský a Jan Kříženecký je pouze nasnímal. S názorem, že pod profesí režiséra je lépe uvádět Josefa Švába-Malostranského se můžeme setkat i jinde v české filmové literatuře.

## Vzpomínky na první filmování
Ve speciálním vydání kulturního čtrnáctideníku Rozpravy Aventina z roku 1928 věnovaném pouze filmu byl otištěn i článek, ve kterém první český filmový herec Josef Šváb-Malostranský po třiceti letech vzpomíná na své první filmování v roce 1898. O filmu Dostaveníčko ve mlýnici napsal:
| „ | První z oněch filmů se jmenoval Zastaveníčko u mlýnice a vyznačoval se velmi jednoduchým dějem. Před budovou staročeské mlýnice, zachované z „národopisné“, se odehrával celý děj. Já, osmatřicetiletý mládenec pověřen hlavní rolí „milovníka“. U mlýnice sedělo několik moukou zabílených mlynářských a bavili se s hezkou mlynářkou. Po jejich odchodu dostavil jsem se na randíčko já. Po několika přehnaných gestech, značících, že shledávám „vzduch čistý“, přivolal jsem zatleskáním pěknou mlynářku a s tou sehrál na lavičce před mlýnem milostnou scénu s polibky a objímáním, která sotva mohla by býti podána realističtěji v dnešních filmech. Tu náhle objevil se ve dveřích mlýnice vykutálený prášek, který pozoruje naše vrkání, nemeškal zpraviti o něm hned „za tepla“ pana otce, aby si u něho udělal dobré oko. Ten se objevil za krátko na scéně, provázen celou chasou. Když nevěrná mlynářka spatřila příchod mstitelů, chytila se zoufale za hlavu, jak předepisoval tehdy dramatický mrav a mne ponechala osudu. A teď to začlo. Chasa, povzbuzená panem otcem, se na mne vrhla a jala se mne zpracovávati košťaty. Já sice zcela náležitě po milovnicku odhodil s grácií svůj slaměný klobouk a chystal se k odporu, ale za krátko dostal jsem tolik „nespočítaných“, že bylo mi uchýliti se k neslavnému útěku. K dovršení hanby ztraceného boje objevila se v okně mlýna hezká mlynářka, které bylo zřejmě již odpuštěno, a provázela můj ústup srdečným smíchem. Přes tuto prostotu děje vyvolával tento film u diváků bouři smíchu (víte, tehdy nebyli Pražáci tak nároční jako dnes), ale mně při zhlédnutí svého výtvoru nebylo ani potom do smíchu, protože ani za několik dní nemohl jsem se zbaviti následků nefalšovaného zápalu herců v roli mlýnské chasy a nijak jsem se nechlubil svým honorářem: osmi dobře počítanými modřinami a dvěma pěknými boulemi. Musím ještě podotknouti, že můj slaměný klobouk zůstal též na bojišti, rozšlapán bojechtivou chasou. Vidíte tedy, že již při prvém českém filmu nasazovali jsme kůži (nehledě k majetku) a Amerika se tedy nemá čím chlubiti. | “ |